# Pierre Mignard

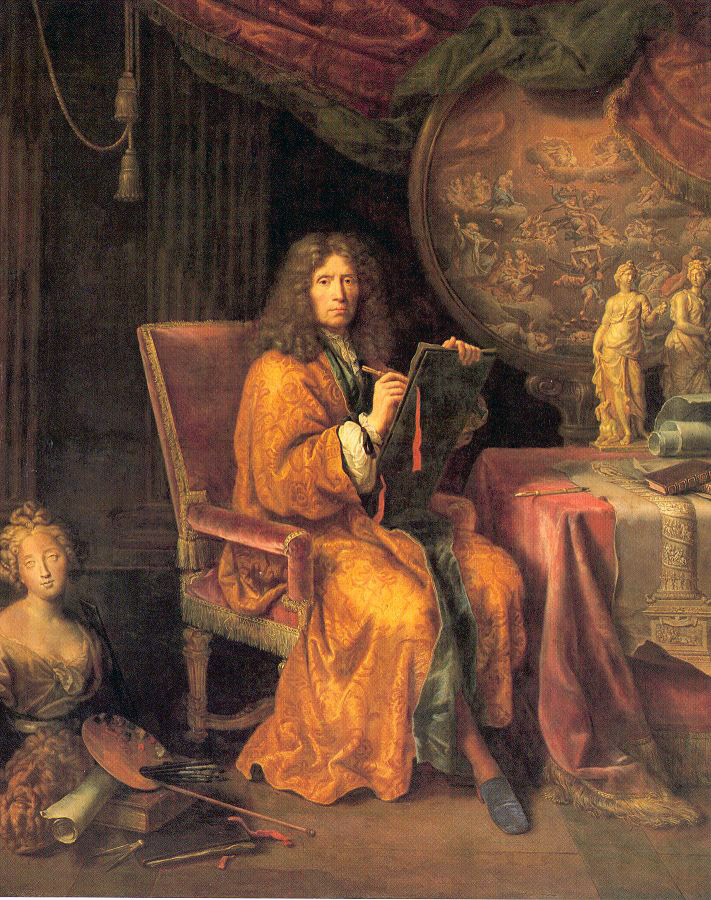
Autorretrato de Mignard (Museo del Louvre, París).

Pierre Mignard (Troyes, 7 de noviembre de 1612 - París, 30 de mayo de 1695) pintor francés.

## Vida y carrera
Inicialmente impulsado a estudiar medicina, entró en 1624 en el taller del pintor Jean Boucher, en Bourges. De vuelta a Troyes, trabajó en el taller de un escultor, François Gentil, antes de marcharse a Fontainebleau –capital de las artes en aquella época- donde estudió las obras de Francesco Primaticcio, Rosso Fiorentino y Fréminet. Pintó la capilla del castillo de Coubert-en-Brie para el mariscal de Vitry, quien le puso bajo su protección y le envió a París. Allí Mignard estudió con Simon Vouet, conoció a Charles Le Brun (aunque más tarde ambos sostendrían una fuerte rivalidad), y también a Eustache Le Sueur y Charles-Alphonse Du Fresnoy, con quien mantuvo una gran amistad.
En 1635 se fue a Roma; allí conoció a Nicolas Poussin y Anna Avolara, hija de un arquitecto, de la que se enamoró y con la que se casó en 1660, tras salvar varios obstáculos. En su etapa romana se data un grabado al aguafuerte, el único que se conoce hecho por él: La Virgen y el Niño se aparecen a santa Escolástica. Su buena calidad técnica lleva a pensar que Mignard produjo muchos más grabados, pero no se conocen pues no hubo de firmarlos.
Alcanzado el éxito en Roma, fue llamado a Francia por Luis XIV en 1657. De camino a París se encontró con Molière en Aviñón; Mignard se convirtió en una de las escasas amistades de Molière que no pertenecían a su compañía teatral. El Museo Condé de Chantilly guarda un retrato del dramaturgo pintado por Mignard. Molière compuso en 1669 un elogio (poema de la Gloria de Val-de-Grâce), de su obra maestra, el fresco de la cúpula de la Iglesia de Val-de-Grâce de París, La Gloria de los Bienaventurados, encargo hecho, en 1663, por Ana de Austria que le pagó, por ella, 35.000 libras.
Mignard repartió su carrera entre los retratos –fue el preferido de las damas del reino- y las grandes composiciones decorativas; pintó para el Palacio de Versalles. En junio de 1687 el rey le concedió un título de nobleza y, en 1690, tras la muerte de Charles Le Brun fue nombrado primer pintor, de hecho el director de las manufacturas reales y entró en la Academia real de pintura y escultura como director de la misma.
A su muerte se celebraron, en su honor, grandes funerales en la iglesia de San Roque y fue enterrado en el convento de los Jacobinos; su mausoleo fue realizado por Jean-Baptiste Lemoyne. Tuvo cuatro hijos. Su hija Catherine se casó, en 1696 con el conde de Feuquiéres.
Mignard fue uno de los más célebres pintores clásicos franceses. Sus madonas dieron lugar al adjetivo "mignard" y a la palabra "mignardise". Amigo de los escritores de su tiempo, (Molière, Jean de La Fontaine, Jean Racine, o Nicolás Boileau), realizó los retratos de Molière, y Bossuet, de la princesa Palatine, de la duquesa de Châtillon, de la condesa de Fiesque, de Julie d’Angennes, de Mme. de Montpensier, de Mme. de Valois, de Madame de Montespan, de Luisa de La Vallière, de Mme. de Sévigné, de Mme. de Grignan, de Mme. de Fontanges. Y pintó, diez veces, a Luis XIV.
En España, las obras de Mignard son escasas. El Museo del Prado conserva una obra suya de autoría segura, San Juan Bautista, óleo sobre lienzo de 1688, y dos retratos cortesanos que podrían ser réplicas de taller. El Museo de Arte Sacro de Bilbao exhibe una Visión de san Agustín asignada al maestro francés.

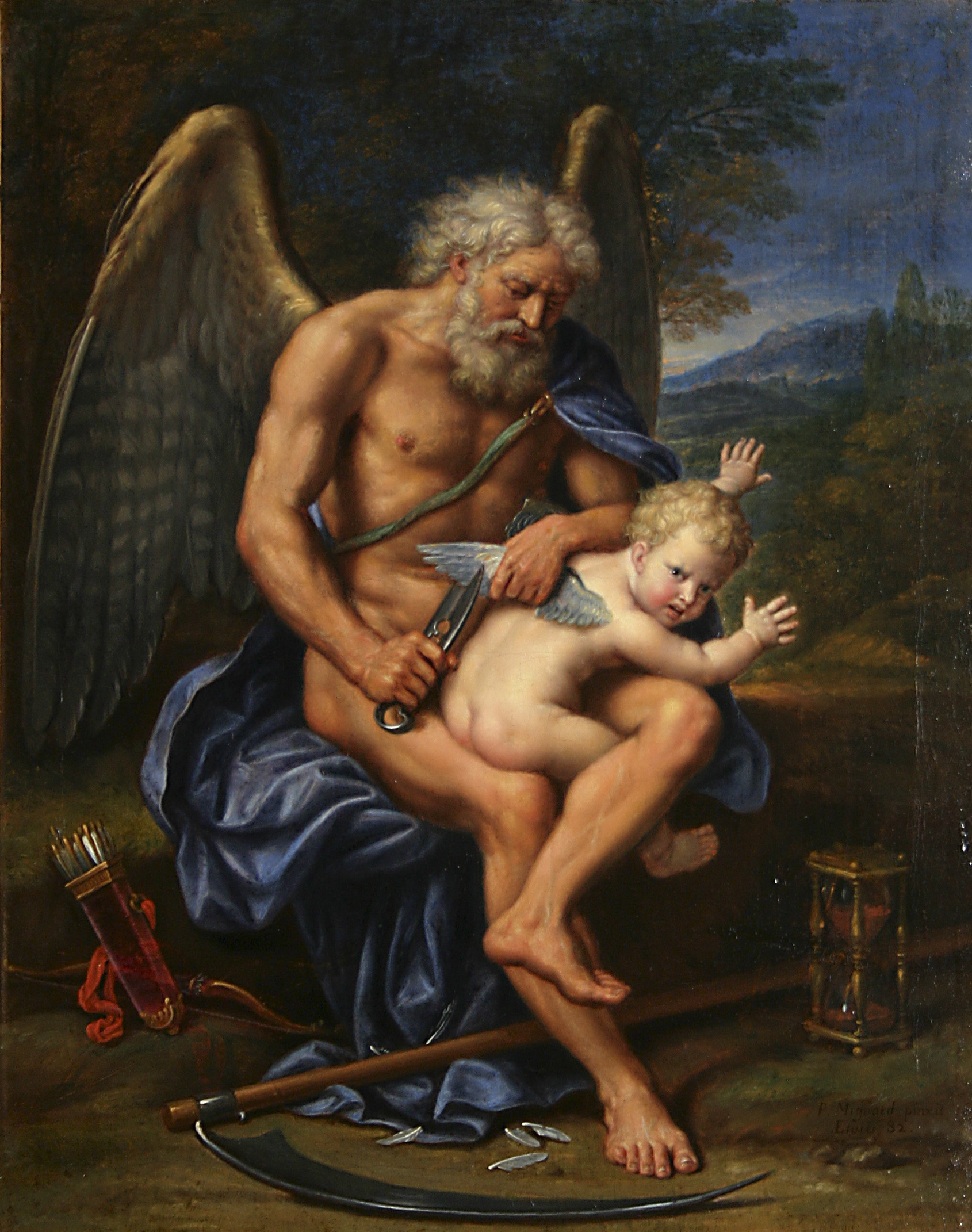
Cronos corta las alas de cupido (1694)
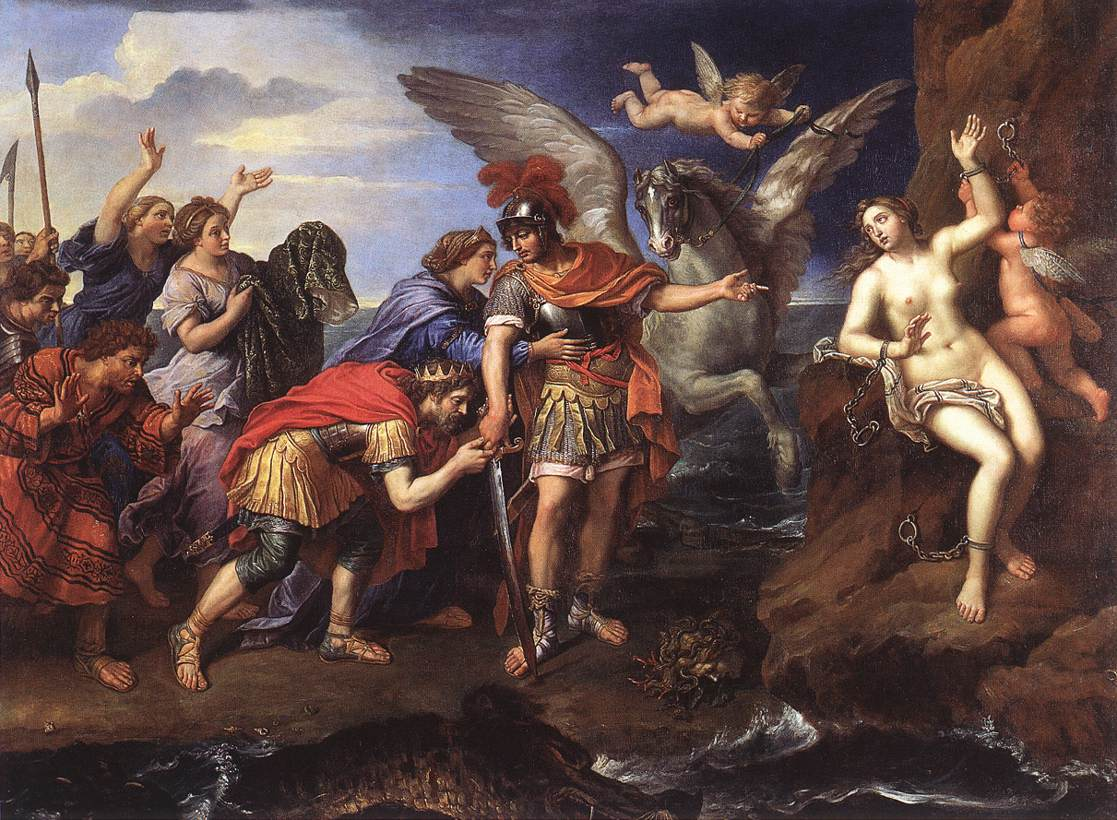
Andrómeda y Perseo (Museo del Louvre).
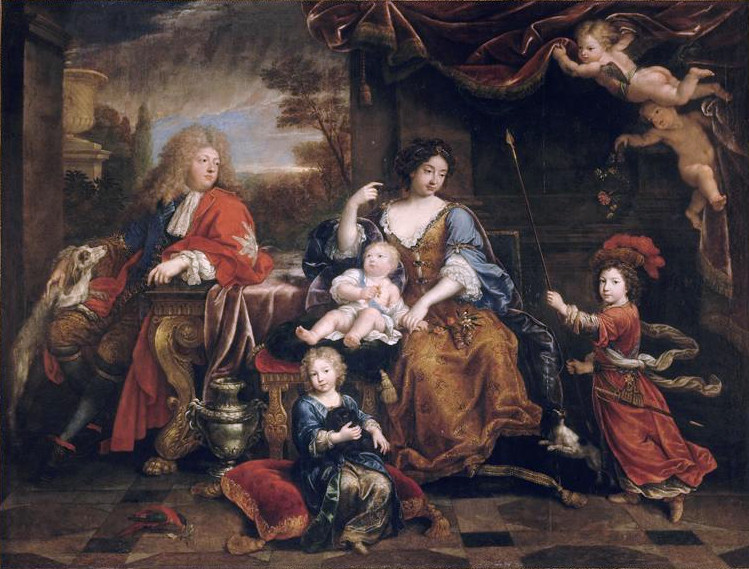
La familia del Gran Delfín, 1687 (Palacio de Versalles).
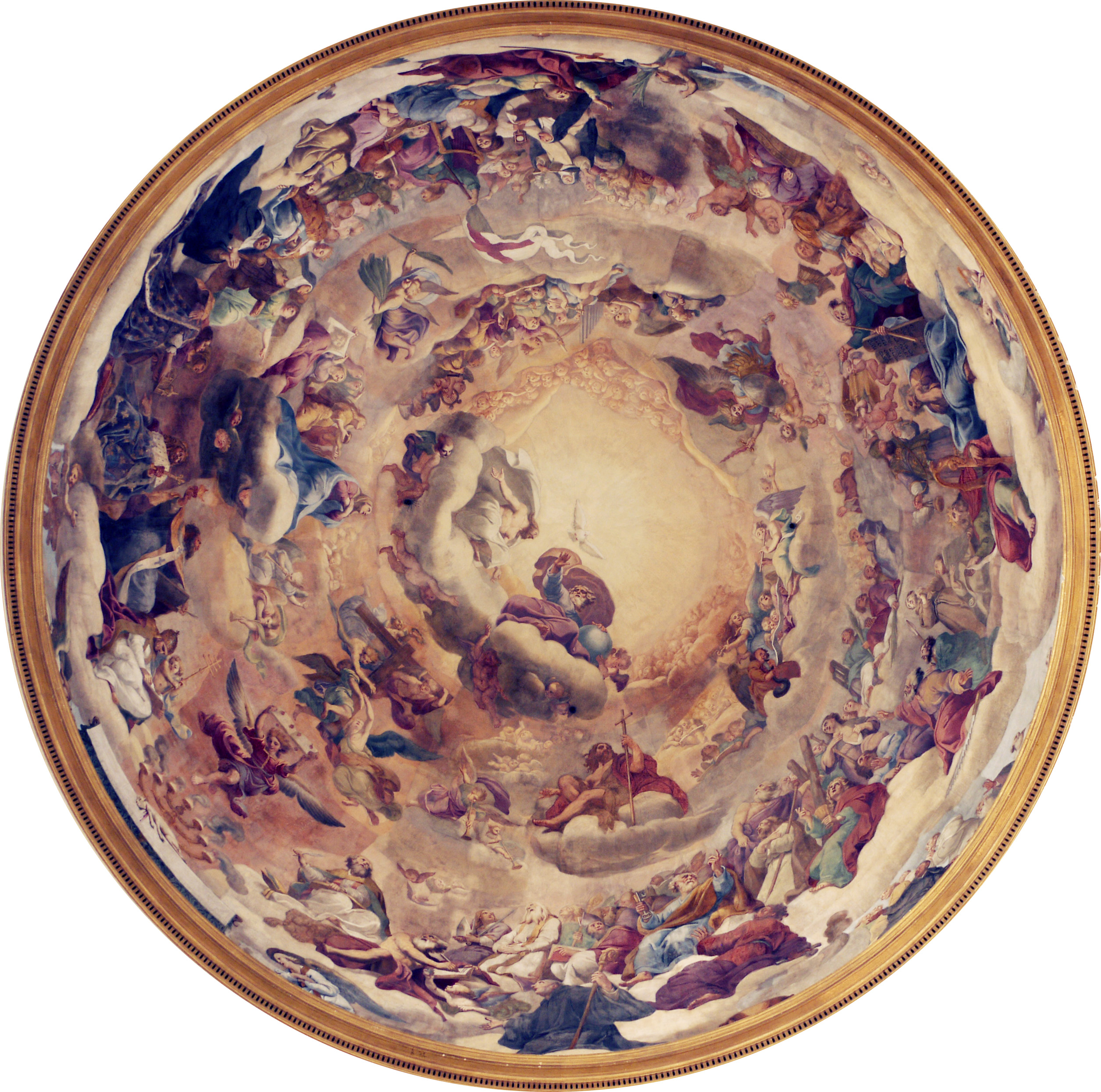
Fresco de la cúpula de la Iglesia de Val-de-Grâce, La Gloria de los Bienaventurados.
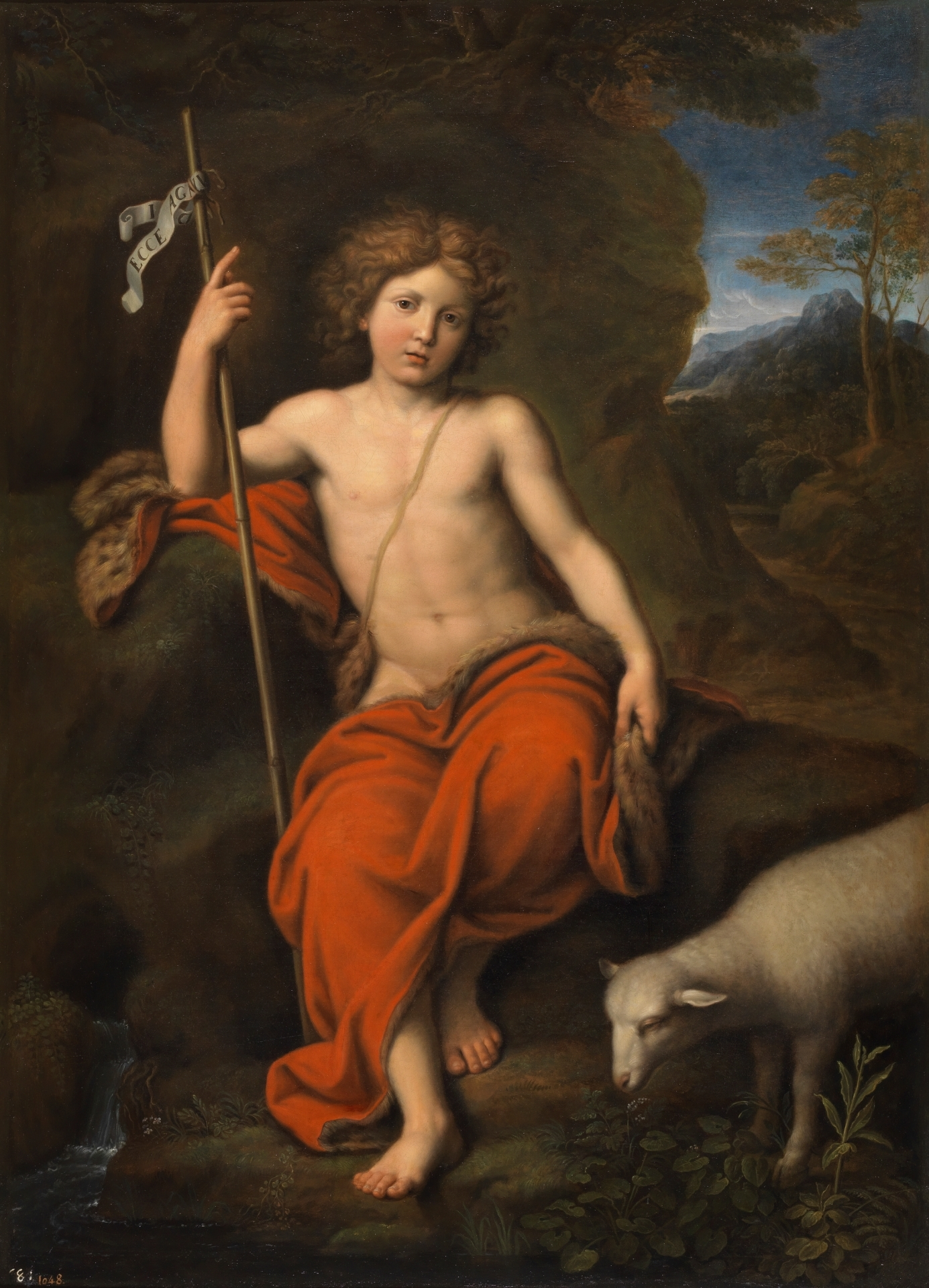
San Juan Bautista, Museo del Prado.